# 阿杜瓦战役
阿杜瓦战役发生在1896年3月1日，于埃塞俄比亚的阿杜瓦。这场战争是第一次意大利埃塞俄比亚战争的最终之战。意大利被彻底打败，并保证了埃塞俄比亚的独立。

## 战役过程
義军总司令欧雷斯特·巴拉铁里将军自恃所部为装备精良、训练有素的职业军人组成，极端低估了衣军的战斗力与战斗意志，认为衣軍虽然在数量上占据绝对优势，但武器裝備落後、缺乏训练、不懂战术，从而抵消了其数量优势。于是，他决定用把2万義军和50门火炮在阿杜瓦部署为一个巨大的包围圈，在包围圈的外沿修筑坚固的工事，希望把衣军引诱入包围圈内一举歼灭。
于是義军守在工事后面与衣军对峙，可是衣皇一直不上鉤进攻意军伏击圈。经过3个月的对峙后，后勤补给匮乏的義军无力维持，必须在主动进攻与撤退之间选择。恰好義大利政府命令巴拉铁里将军立即发起进攻。巴拉铁里把总攻的时间选择在1896年2月29日夜，居高临下分三路纵队从侧翼包抄衣军。结果在衣索比亞北部陌生寒冷的高原战场上荆棘遍野难行，通讯指挥困难，義军离开工事向衣军发起进攻但各级指挥官对上对下都失去联系，軍容幾成一盘散沙，完全暴露在两英里的战线。
1896年3月1日凌晨，衣军侦察義军阵地，得知義軍因行軍分隔，各部距離拉大，使得衣軍能逐一地重創分散的義軍。衣軍指揮部善用正面攻擊和側翼縱深作戰，衣索比亞皇帝命令反击并分割歼灭意军。主要目標鎖定義大利軍阿利別爾通將軍的縱隊，儘管義大利砲兵有效阻击了衣军進攻，但是義大利軍的縱隊仍舊被分割突击。3月1日上午9点左右，胜利的天平开始向義军倾斜，皇帝考虑撤退，但其参谋人员建议他动用25 000人的预备队。这支预备队在这场势均力敌的混战中打破了双方力量平衡。3月1日中午时分，惨烈的战斗结束，17700人的義军6000人阵亡，1500人受伤，1800人被俘。12万参战衣军死亡在4000人－7000人之間，受傷8000－10,000人。衣军没有乘胜追击趁势把義大利赶出厄立特里亚。衣索比亞皇帝担心如果攻下厄立特里亚，義大利甚至其他欧洲列强会动员更多的军队报复衣索比亞。衣索比亞皇帝希望见好就收，就此恢复与義大利的和平。
最终，衣索比亞赢得了阿杜瓦战役的胜利，義大利退守到厄立特里亚殖民地。
俄羅斯為了遏制英、法、義在北非的勢力擴張，在1896年在國內募捐，透過俄羅斯紅十字會派出醫療隊替衣索比亞士兵進行醫療救護。